# Чежебаш
Чежеба́ш (рос. Чежебаш) — присілок в Можгинському районі Удмуртії, Росія.
Урбаноніми:
- вулиці — Верхня, Нижня

## Населення
Населення — 104 особи (2010; 105 в 2002).
Національний склад станом на 2002 рік:
- удмурти — 92 %